# Fabio Parisi
Fabio Parisi (Bari, 4 aprile 1992) è un lottatore italiano, specializzato nella lotta greco-romana.

## Biografia
È cresciuto agonisticamente nella Società Ginnastica Angiulli di Bari, allenato da Giuseppe Vitucci, che rappresento l'Italia ai Giochi olimpici estivi di Montréal 1976.
Ha ottenuto la sua prima convocazione in nazionale seniores ai campionati europei di Tbilisi 2013, classificandosi 18º, dopo l'eliminazione per mano dell'estone Eerik Aps.
Ha rappresentato l'Italia ai Giochi del Mediterraneo di Mersin 2013 dove si è piazzato decimo.
Ai Giochi europei di Baku 2015 è stato estromesso dal torneo al primo turno dall'azero Saman Ahmed Tahmasebi.
Ha partecipato ai Mondiali di Las Vegas 2015 in cui è rimasto sconfitto dal ceco Artur Omarov e si è classificato 28º.
Agli europei di Riga 2016 ha terminato al 21º posto.
Ha vinto la medeglia di bronzo al Grand prix di Parigi del 2017. Agli europei di Novi Sad 2017 è stato eliminato al primo turno dal bulgaro Nikolai Bayrakov. Lo stesso anno ha vinto il Trofeo Milone battendo in finale il sudcoreano Jeong-Sol Kwon. Ai mondiali di Parigi 2017 è stato estromesso dal giapponese Atsushi Matsumoto al primo incontro e si è classificato 25º.
Agli europei di Kaspijsk 2018 è stato eliminato al primo turno dal finlandese Rami Antero Hietaniemi. È stato convocato ai Giochi del Mediterraneo di Tarragona 2018 dove è stato eliminato al primo turno dal croato Ivan Huklek. Ha vinto il bronzo al Torneo di Sassari di 2018. Ai mondiali di Budapest 2018 è stato eliminato dal bielorusso Radik Kuliev ed ha concluso al 27º posto.
Agli europei di Bucarest 2019 si è piazzato 19º. Ai mondiali di Nur-Sultan 2019 ha concluso al 34º posto in classifica.
Ha rappresentato la nazionale ai Giochi mondiali militari di Wuhan 2019, dove ha terminato all'11º posto. 
Alla Coppa del Mondo individuale di Belgrado 2020 si è classificato 5º, dopo aver perso la finale per il bronzo contro il serbo Zurab Datunashvili.
Durante il campionato Assoluto Italiano del 2022 vince il suo nono titolo Assoluto nella categoria 97 kg.